# Bellevigne-les-Châteaux
Bellevigne-les-Châteaux es una comuna nueva francesa situada en el departamento de Maine y Loira, de la región de Países del Loira.

## Historia
Fue creada el 1 de enero de 2019, en aplicación de una resolución del prefecto de Maine y Loira de 20 de septiembre de 2018 con la unión de las comunas de Brézé, Chacé y Saint-Cyr-en-Bourg, pasando a estar el ayuntamiento en la antigua comuna de Chacé.

## Demografía
Según los datos aportados en la resolución del prefecto de Maine y Loira, la comuna se crea con 3655 habitantes.

## Composición
| Comuna fusionada   | Código INSEE | Población (2016) | Superficie (km²) | Densidad (hab./km²) |
| ------------------ | ------------ | ---------------- | ---------------- | ------------------- |
| Brézé              | 49046        | 1253             | 20.05            | 62                  |
| Chacé              | 49060        | 1416             | 6.42             | 221                 |
| Saint-Cyr-en-Bourg | 49274        | 883              | 8.63             | 102                 |